# José Antonio Martínez Lapeña
José Antonio Martínez Lapeña (Tarragona, 1941) es un arquitecto español. Se licenció en la ETSAB en 1968, y desde ese mismo año formó una asociación profesional con Elías Torres. Desde 1983 impartió clases en la Escuela de Arquitectura del Vallés y desde 1998 en la Universidad Ramon Llull.

## Obras
Entre sus obras destacan: los Jardines de Villa Cecilia (Barcelona, 1986, Premio FAD), el Hospital Comarcal de Mora de Ebro (1988, Premio FAD), varios edificios de viviendas en la Villa Olímpica de Barcelona (1992, Premio FAD), el Museo de Arte de Kumamoto (1992), la Plaza de la Constitución en Gerona (1993), la Casa Rauchwerk (Nueva Orleans, 1993), la Colonia San José de Madrid (1994), la residencia de estudiantes La Barriguilla (Málaga, 1997), las escaleras de La Granja (Toledo, 2000) y la explanada con placa fotovoltaica del Fórum Universal de las Culturas 2004 (premiada en la Bienal de Arquitectura de Venecia). También ha efectuado restauraciones en edificios históricos, como el Monasterio de Sant Pere de Rodes (1990) y el Castillo de Bellver, el Paseo de Ronda y el Baluarte de Ses Voltes en Palma de Mallorca (1993). Igualmente, entre 1987 y 1994 se encargó de la restauración de varios elementos del Parque Güell, la famosa obra gaudiniana.